# マキシンのタルタル大放送!!
『マキシンのタルタル大放送!!』（マキシンのタルタルだいほうそう）は、1976年4月3日から同年9月25日まで名古屋放送（現・名古屋テレビ）で放送されたバラエティ番組。全26回。放送時間は毎週土曜 12:30 - 13:00 (JST) 、東海3県各地からの生放送。

## 概要
毎週土曜日の昼下がり、東海3県のどこかにステージを特設して公開生放送を行っていた番組で、ウクレレ漫談で知られる牧伸二の軽妙なトークと地元住民たちへのインタビューなどをメインに据えていた。
後に名古屋放送が『独占!女の60分』の同時ネットを開始したことにより、番組は半年で終了した。なお、最終回は名古屋放送本社スタジオからの生放送だった。

## 出演者
- 牧伸二 - 司会を担当。
- 水野智代子 - アシスタントを担当。

| 名古屋放送 土曜12:30枠             | 名古屋放送 土曜12:30枠                               | 名古屋放送 土曜12:30枠                                         |
| 前番組                             | 番組名                                               | 次番組                                                         |
| ---------------------------------- | ---------------------------------------------------- | -------------------------------------------------------------- |
| 笑ってゴー!ゴー! （12:30 - 13:00） | マキシンのタルタル大放送!! （1976年4月 - 1976年9月） | 独占!女の60分 （12:00 - 12:55） スポット演芸 （12:55 - 13:00） |